# ابو عموری، قنا
ابو عموری (به عربی: أبو عموری)، روستایی از توابع نجع حمادی در استان قنا و کشور مصر است.

## جمعیت
براساس سرشماری سال ۲۰۰۶ مصر، جمعیت آن ۲۶۰۲۹ نفر(۶۷۴۳ مرد و و۶۴۲۶ زن) بوده‌است.